# Dialekt prowansalski
Dialekt prowansalski (provençal, prouvençau) – etnolekt z grupy romańskich, używany w południowej Francji.
W tradycyjnym ujęciu nazwa ta odnosi się do wszystkich dialektów, które wywodzą się ze średniowiecznego langue d'oc (oprócz języka katalońskiego i ewentualnie gaskońskiego). Przy takim rozumieniu określenie „język prowansalski” jest równoznaczne z terminem język oksytański.
W zagranicznej lingwistyce można jednak od pewnego czasu zauważyć tendencję do zawężenia znaczenia terminu „język prowansalski”. Pierre Bec zaproponował, żeby odnosić go jedynie do:
- języka średniowiecznych trubadurów,
- języka felibrów takich jak Frédéric Mistral,
- współczesnych gwar z regionu Prowansji[1].

Zgodnie z tym postulatem, nazwa obejmuje tylko jeden z obecnie używanych dialektów oksytańskich o następującym zasięgu terytorialnym: Prowansja i region Nîmes w Langwedocji).
Dialekt ten obejmuje szereg subdialektów:
- nicejski (niçard, niçois)
- nadmorski (maritime provençal) z gwarami:
  - marsylska (marseillais)
  - tulońska (toulonnais)
  - varois
- rodański (rhodanien) z gwarą Nîmes:
  - nimois

Żaden z subdialektów nie pełni funkcji języka standardowego. Niemniej jednak język prowansalski ma bogatą tradycję literacką (p. język oksytański). W coraz większym stopniu jest wypierany przez język francuski i język włoski.